# Andoni Cedrún Ibarra
Andoni Cedrún Ibarra (Durango, Biscaia, 5 de juny de 1960) és un exfutbolista professional basc, que jugava com a porter.

## Carrera esportiva
Fill de Carmelo, qui fora porter de l'Athletic Club abans de l'arribada d'Iribar. Es va criar en les categories inferiors del club de Lezama. Va debutar en Primera el 7 de desembre de 1980.
Els seus anys gloriosos van estar lligats al Reial Saragossa començant amb consecució de la Copa del Rei en guanyar en la final al Futbol Club Barcelona fins a culminar amb la victòria en la final de la Recopa davant l'Arsenal FC.

## Clubs
- Athletic Club (1980 - 1983)
- Cadis CF (1983 - 1984)
- Reial Saragossa (1984 - 1995)
- CD Logroñés (1996 - 1997)

## Palmarès
- Campió de la Copa del Rei en 1986 i 1994
- Campió de la Recopa en 1995